# Муніципалітети Косова

Карта муніципалітетів Косова

Муніципалітет (алб. komunë, серб. општина/opština) є основною адміністративною одиницею в Косові. Косово має 38 муніципалітетів, 27 з яких мають албанську етнічну більшість, 10 сербську та 1 — турецьку . Після Брюссельської угоди 2013 року, підписаної урядами Косово та Сербії, було укладено угоду про створення Спільноти сербських муніципалітетів, яка діятиме в рамках законодавства Косова. З 2013 року Косово не виконало цю угоду, посилаючись на свою конституцію та "територіальну цілісність". З іншого боку, Сербія не визнає Косово суверенною державою, а як автономний регіон відповідно до своєї конституції.

## 38 муніципалітетів Косово
| Герб Stema Amblem | Муніципалітет Komuna Opština                                     | Площа км² (sq mi)              | Мапа Розташування | Населені пункти Vendbanimet Naselja | Населення (2011) | Мер Kryetar/e Gradonačelnik |  |                     |                           |  |    |        |                |
| ----------------- | ---------------------------------------------------------------- | ------------------------------ | ----------------- | ----------------------------------- | ---------------- | --------------------------- |  | ------------------- | ------------------------- |  | -- | ------ | -------------- |
| Герб Stema Amblem | Муніципалітет Komuna Opština                                     | Площа км² (sq mi)              | Мапа Розташування | Населені пункти Vendbanimet Naselja | Населення (2011) | Мер Kryetar/e Gradonačelnik |  | Дечан Deçan, Dečani | 293,97 км2 (113,50 миля2) |  | 37 | 40,019 | Башкім Рамосай |
|                   | Драґаш Dragaš, Dragash, Sharr                                    | 433,85 км2 (167,51 миля2)      |                   | 36                                  | 33,997           | Шабан Шабані                |  |                     |                           |  |    |        |                |
|                   | Ферізай Uroševac, Ferizaj                                        | 344,61 км2 (133,05 миля2)      |                   | 45                                  | 108,610          | Аґім Аліу                   |  |                     |                           |  |    |        |                |
|                   | Косово Поле Fushë Kosova, Kosovo Polje                           | 84,09 км2 (32,47 миля2)        |                   | 16                                  | 34,827           | Бурім Беріша                |  |                     |                           |  |    |        |                |
|                   | Ґякова Đakovica, Gjakova                                         | 586,62 км2 (226,50 миля2)      |                   | 88                                  | 94,556           | Ардіан Ґ'їні                |  |                     |                           |  |    |        |                |
|                   | Г'їлані Gnjilane, Gjilan                                         | 391,84 км2 (151,29 миля2)      |                   | 49                                  | 90,178           | Люфті Хазірі                |  |                     |                           |  |    |        |                |
|                   | Глоговац Glogovac, Gllogovc, Drenas                              | 275,63 км2 (106,42 миля2)      |                   | 35                                  | 58,531           | Раміз Ладровці              |  |                     |                           |  |    |        |                |
|                   | Грачаніца Gračanica, Graçanica                                   | 122,41 км2 (47,26 миля2)       |                   | 17                                  | 10,675           | Срджян Поповіч              |  |                     |                           |  |    |        |                |
|                   | Елез Хан Han i Elezit, Elez Han                                  | 83,11 км2 (32,09 миля2)        |                   | 11                                  | 9,403            | Руфкі Сума                  |  |                     |                           |  |    |        |                |
|                   | Істок Istok, Istog                                               | 454,36 км2 (175,43 миля2)      |                   | 50                                  | 39,289           | Хакі Руґова                 |  |                     |                           |  |    |        |                |
|                   | Юнік Junik                                                       | 77,78 км2 (30,03 миля2)        |                   | 3                                   | 6,084            | Аґрон Кучі                  |  |                     |                           |  |    |        |                |
|                   | Качанік Kaçanik, Kačanik                                         | 211,28 км2 (81,58 миля2)       |                   | 31                                  | 33,409           | Бесім Ілязі                 |  |                     |                           |  |    |        |                |
|                   | Каменіца Kamenica, Dardana                                       | 416,61 миля2 (1 079,0 км2)     |                   | 58                                  | 36,085           | Чендрон Кастраті            |  |                     |                           |  |    |        |                |
|                   | Кліна Klina                                                      | 309,02 миля2 (800,4 км2)       |                   | 54                                  | 38,496           | Зенун Елєзай                |  |                     |                           |  |    |        |                |
|                   | Клокот Klokot, Kllokot                                           | 23,39 миля2 (60,6 км2)         |                   | 4                                   | 2,556            | Божідар Деяновіч            |  |                     |                           |  |    |        |                |
|                   | Лепосавіч Leposavić, Leposaviq, Albanik                          | 539,05 миля2 (1 396,1 км2)     |                   | 75                                  | 13,773           | Лулзім Хетемі               |  |                     |                           |  |    |        |                |
|                   | Ліп'ян Lipjan, Lipljan                                           | 338,41 миля2 (876,5 км2)       |                   | 62                                  | 57,605           | Імрі Ахметі                 |  |                     |                           |  |    |        |                |
|                   | Малішево Malisheva, Mališevo                                     | 306,42 км2 (118,31 миля2)      |                   | 44                                  | 54,613           | Раґіп Беґай                 |  |                     |                           |  |    |        |                |
|                   | Мамуша Mamusha, Mamuša                                           | 10,94 км2 (4,22 миля2)         |                   | 1                                   | 5,507            | Абдюлхаді Красніч           |  |                     |                           |  |    |        |                |
|                   | Мітровіца Mitrovica, Kosovska Mitrovica                          | 329,35 км2 (127,16 миля2)      |                   | 47                                  | 71,909           | Аґім Бахтірі                |  |                     |                           |  |    |        |                |
|                   | Північна Мітровіца Mitrovica Veriore, Severna Kosovska Mitrovica | 6,83 миля2 (17,7 км2)          |                   | 1                                   | 12,326           | Ерден Атіч                  |  |                     |                           |  |    |        |                |
|                   | Ново Брдо Novo Brdo, Novobërda, Artana                           | 203,98 миля2 (528,3 км2)       |                   | 26                                  | 6,729            | Светіслав Івановіч          |  |                     |                           |  |    |        |                |
|                   | Обіліч Kastriot, Obiliq, Obilić,                                 | 104,84 миля2 (271,5 км2)       |                   | 20                                  | 21,549           | Джафер Ґаші                 |  |                     |                           |  |    |        |                |
|                   | Партеш Parteš, Partesh                                           | 28,67 миля2 (74,3 км2)         |                   | 3                                   | 1,787            | Драґан Петковіч             |  |                     |                           |  |    |        |                |
|                   | Печ Peja, Peć                                                    | 602,63 миля2 (1 560,8 км2)     |                   | 79                                  | 96,450           | Ґазменд Мухаджері           |  |                     |                           |  |    |        |                |
|                   | Подуєво Podujeva, Besiana, Podujevo                              | 632,59 км2 (244,24 миля2)      |                   | 77                                  | 88,499           | Неджмі Рударі               |  |                     |                           |  |    |        |                |
|                   | Приштина Prishtina, Priština                                     | 523,13 км2 (201,98 миля2)      |                   | 43                                  | 198,897          | Шпенд Ахметі                |  |                     |                           |  |    |        |                |
|                   | Призрен Prizren                                                  | 626,86 км2 (242,03 миля2)      |                   | 76                                  | 177,781          | Мютахер Хаскука             |  |                     |                           |  |    |        |                |
|                   | Раховец Rahovec, Orahovac                                        | 275,90 км2 (106,53 миля2)      |                   | 36                                  | 56,208           | Смайль Лятіфі               |  |                     |                           |  |    |        |                |
|                   | Ранілуг Ranilug, Ranillug                                        | 77,62 км2 (29,97 миля2)        |                   | 13                                  | 3,866            | Владіца Арітоновіч          |  |                     |                           |  |    |        |                |
|                   | Скендерай Skenderaj, Srbica                                      | 374,37 км2 (144,55 миля2)      |                   | 49                                  | 50,858           | Бекім Яшарі                 |  |                     |                           |  |    |        |                |
|                   | Теранда Theranda, Suhareka, Suva Reka                            | 361,04 км2 (139,40 миля2)      |                   | 41                                  | 59,722           | Балі Мухарремай             |  |                     |                           |  |    |        |                |
|                   | Штрпце Štrpce, Shtërpca                                          | 247,70 км2 (95,64 миля2)       |                   | 16                                  | 6,949            | Братіслав Ніколіч           |  |                     |                           |  |    |        |                |
|                   | Штімлє Shtime, Štimlje                                           | 134,42 км2 (51,90 миля2)       |                   | 23                                  | 27,324           | Наім Ісмайлі                |  |                     |                           |  |    |        |                |
|                   | Вітіна Vitia, Vitina                                             | 269,69 км2 (104,13 миля2)      |                   | 39                                  | 46,987           | Соколь Халіті               |  |                     |                           |  |    |        |                |
|                   | Вуштррія Vushtrria, Vučitrn                                      | 344,85 км2 (133,15 миля2)      |                   | 67                                  | 69,870           | Джафер Тахірі               |  |                     |                           |  |    |        |                |
|                   | Зубін Поток Zubin Potok                                          | 334,38 км2 (129,10 миля2)      |                   | 61                                  | 6,616            | Ізмір Зечірі                |  |                     |                           |  |    |        |                |
|                   | Звечан Zvečan, Zveçan                                            | 123,01 км2 (47,49 миля2)       |                   | 35                                  | 7,481            | Ілір Песі                   |  |                     |                           |  |    |        |                |
| —                 | 38                                                               | 10 905,25 км2 (4 210,54 миля2) | —                 | 1,468                               | 1,780,021        | —                           |  |                     |                           |  |    |        |                |

## Повноваження муніципалітетів
Усі муніципалітети мають такі повноваження, що регулюються Законом Nr. 03 / L-040 Конституції Косова:
1. Місцевий економічний розвиток.
2. Міське та сільське планування.
3. Землекористування та забудова.
4. Впровадження будівельних норм та норм управління будівництвом.
5. Місцевий захист довкілля.
6. Забезпечення та обслуговування комунальних послуг, включаючи водопостачання, каналізацію та каналізацію, очищення стічних вод, поводження з відходами, місцеві дороги, місцевий транспорт та схеми локального опалення.
7. Місцеве реагування на надзвичайні ситуації.
8. Забезпечення публічної дошкільної, початкової та середньої освіти, включаючи реєстрацію та ліцензування навчальних закладів, підбір персоналу, виплату зарплат та підготовку інструкторів та адміністраторів освіти.
9. Надання первинної медико-санітарної допомоги.
10. Надання сімейних та інших соціальних служб, таких як догляд за вразливими, прийомну допомогу, догляд за дітьми, догляд за літніми людьми, включаючи реєстрацію та ліцензування цих центрів опіки, набір, виплату зарплати та навчання фахівців із соціального захисту.
11. Громадське житло.
12. Громадське здоров'я.
13. Ліцензування місцевих послуг та об'єктів, у тому числі пов’язаних із розвагами, культурним дозвіллям, їжею, житлом, ринками, вуличними торговцями, місцевим громадським транспортом та таксі.
14. Найменування доріг, вулиць та інших громадських місць.
15. Забезпечення та утримання громадських парків та просторів.
16. Туризм.
17. Культурна та дозвілля.
18. Будь-яка справа, яка прямо не виключається з їх компетенції та не покладається на інші органи влади.

## Колишні муніципалітети
У період з 1990 по 2000 рік в автономній провінції Косово та Метохія існували такі додаткові муніципалітети. 
- Гора
- Опоя (1990-1992, пізніше частина громади Призрен)

У 2000 році обидва об'єдналися в нову муніципалітет Драґаш. Кількість муніципалітетів залишалася 30 до 2005 року, коли було утворено новий муніципалітет Малішево.